# Für Dich Tour
Bei der Für Dich Tour handelt es sich um die erste eigenständige Tournee der deutschen Pop-Schlager-Sängerin Vanessa Mai.

## Hintergrund
Bei der Für Dich Tour handelte es sich um die erste eigenständige Konzertreihe Mais als Hauptact. Zuvor spielte Mai beziehungsweise ihre Band Wolkenfrei nur im Vorprogramm anderer Musiker – wie unter anderem bei Fantasy und deren Endstation Sehnsucht Tour – oder sie waren Teil verschiedener Schlagertourneen, an denen mehrere Künstler beteiligt waren, wie zum Beispiel bei der Schlager des Jahres Tour 2014 oder der Das Beste der Feste Tour 2016. Die Für Dich Tour erstreckte sich über einen Zeitraum von zwei Monaten und führte Mai mit ihrer Begleitband durch 21 deutsche Städte sowie drei Mal nach Dänemark und einmal nach Zürich in die Schweiz. Für Mai waren es die ersten Konzerte in Dänemark und der Schweiz ihrer Karriere. Im Anschluss an die Konzerte tätigte Mai noch Autogrammstunden. Als Konzertveranstalter konnte man Semmel Concerts Entertainment für sich gewinnen. Das Konzert im Tempodrom in Berlin am 10. Oktober 2016 wurde aufgezeichnet und als Live- sowie Videoalbum unter dem Titel Für Dich – Live aus Berlin am 6. Januar 2017 veröffentlicht. Das Livealbum erschien als CD und Download, das Videoalbum in den Formaten Blu-Ray und DVD.
Dem Boxset des zuvor erschienenen Präsentationsalbums Für Dich wurden eine begrenzte Anzahl sogenannter „Early-Entry-Pässe“ beigefügt, die dem Inhaber und einer Begleitperson zum frühzeitigen Einlass bei allen Konzerten der Für Dich Tour und zur Teilnahme am Soundcheck berechtigte.

## Touränderungen
Eigentlich sollte das Konzert in Berlin im Wintergarten (Varieté) (500 Plätze) stattfinden, aufgrund der großen Nachfrage wurde das Konzert zunächst in den Friedrichstadt-Palast (1.895 Plätze) verlegt. Dieser war auch in kürzester Zeit ausverkauft und die Nachfrage ebbte nicht ab, sodass letztendlich das Konzert erneut in das Tempodrom (knapp 3.000 Plätze) verlegt wurde.
In Dresden waren zunächst zwei Konzerte in der Sarrasani Trocadero geplant. Die Konzerte waren ursprünglich auf den 20. und 21. Oktober 2016 datiert. Dadurch, dass TV-Aufzeichnungen Vorrang haben, wurden beide Termine aufgrund der Aufzeichnung der ARD-Show Schlagerbooom – Internationales Schlagerfest verschoben. Die beiden Termine wurden zusammengelegt und anstatt zwei Konzerte in der Sarrasani Trocadero veranstaltete man ein Konzert im Alten Schlachthof.

## Bühne
Bühnenbesetzung

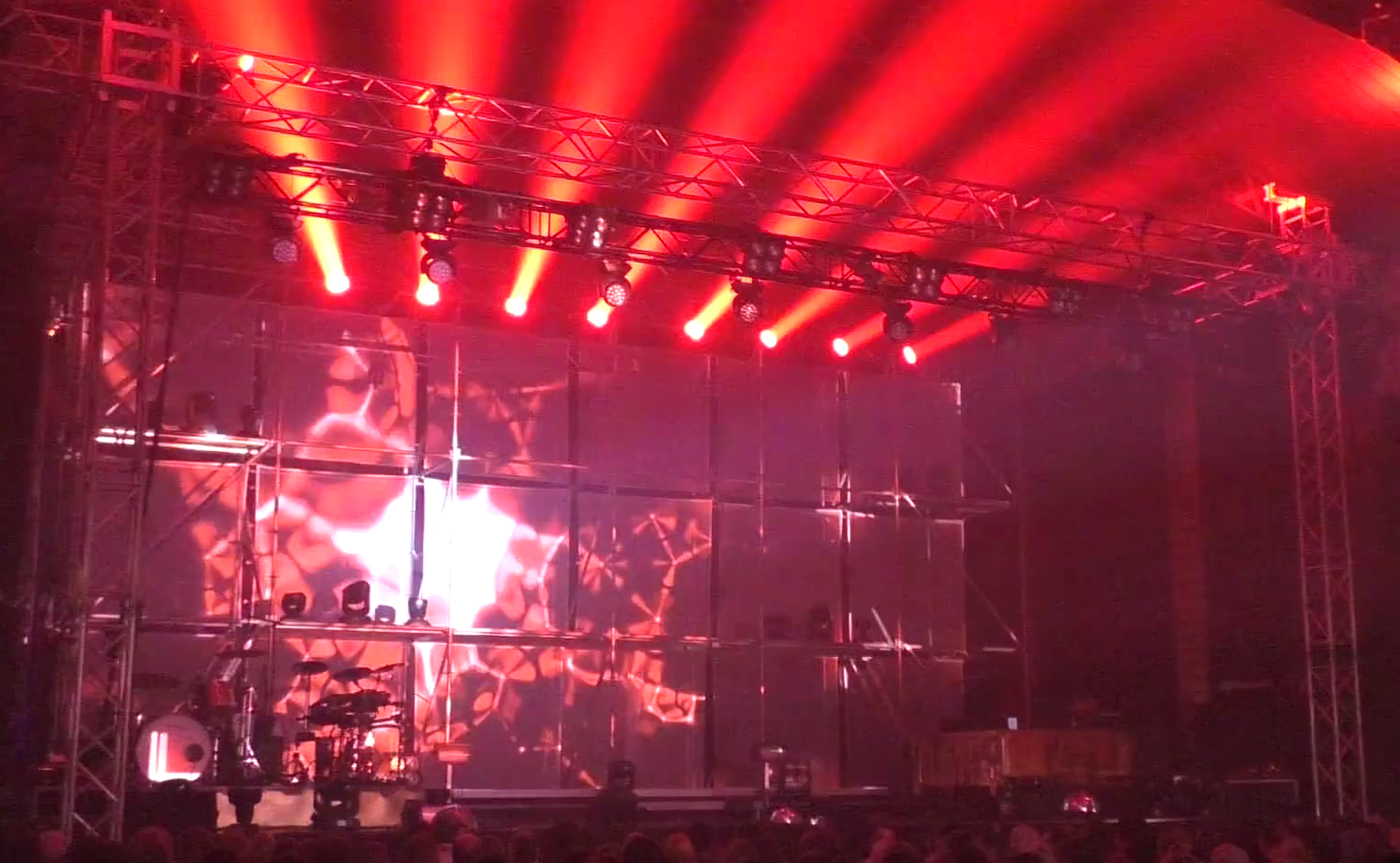
Bühnenbild während der Tour.

Musikalisch erhielt Mai von Roland Rascher (Gitarre, Keyboard und Musikalische Leitung) und Florian Schanze (Schlagzeug) auf der Bühne Unterstützung. Tänzerisch wurde Mai während der Tour von jeweils zwei Tänzern und Tänzerinnen – Chan, Daniel, Fatou und Sam – unterstützt.
Bühnenbild
Das Bühnenbild bestand aus 18 quadratischen LCD-Leinwände, die in drei Reihen mit jeweils sechs Quadraten pro Reihe angebracht waren. Vor den Leinwänden war ein Gerüst aufgebaut, dessen erste Ebene mittels Leitern am linken und rechten Ende begehbar war. Vom Publikum aus gesehen auf der linken Seite des Bühnenrandes war Schanze und auf der rechten Seite Rascher platziert.

## Tourdaten
| Datum              | Stadt                | Veranstaltungsort        | Land        |
| ------------------ | -------------------- | ------------------------ | ----------- |
| 29. September 2016 | Düsseldorf           | Capitol Theater          | Deutschland |
| 30. September 2016 | Kiel                 | Kieler Schloss           | Deutschland |
| 1. Oktober 2016    | Hamburg              | Laeiszhalle              | Deutschland |
| 2. Oktober 2016    | Bielefeld            | Rudolf-Oetker-Halle      | Deutschland |
| 8. Oktober 2016    | Bremen               | Die Glocke               | Deutschland |
| 10. Oktober 2016   | Berlin               | Tempodrom                | Deutschland |
| 13. Oktober 2016   | Cottbus              | Stadthalle               | Deutschland |
| 14. Oktober 2016   | Freiburg im Breisgau | Tivoli                   | Deutschland |
| 15. Oktober 2016   | Leipzig              | Haus Auensee             | Deutschland |
| 22. Oktober 2016   | Erfurt               | Alte Oper                | Deutschland |
| 24. Oktober 2016   | Dresden              | Alter Schlachthof        | Deutschland |
| 2. November 2016   | Hannover             | Theater am Aegi          | Deutschland |
| 3. November 2016   | Schwerin             | Sport- und Kongresshalle | Deutschland |
| 8. November 2016   | Tuttlingen           | Stadthalle               | Deutschland |
| 9. November 2016   | München              | TonHalle                 | Deutschland |
| 10. November 2016  | Gersthofen           | Stadthalle               | Deutschland |
| 12. November 2016  | Aalborg              | Kongres&Kultur Center    | Dänemark    |
| 13. November 2016  | Esbjerg              | Musikhuset               | Dänemark    |
| 14. November 2016  | Hillerød             | Frederiksborgcentret     | Dänemark    |
| 18. November 2016  | Filderstadt          | FILharmonie              | Deutschland |
| 24. November 2016  | Alsdorf              | Stadthalle               | Deutschland |
| 25. November 2016  | Mannheim             | Rosengarten              | Deutschland |
| 26. November 2016  | Saarbrücken          | Congresshalle            | Deutschland |
| 27. November 2016  | Wiesbaden            | Kurhaus                  | Deutschland |
| 28. November 2016  | Zürich               | Theater Spirgarten       | Schweiz     |

## Setlist
Die Setlist während Mais Für Dich Tour variierte zwischen 23 und 24 Titeln. Grund der Variation ist das Lied Das Beste, das nur bei ausgewählten Konzerten gespielt wurde. Während des Soundchecks spielte Mai vier Titel vor allen Fans mit „Early-Entry-Pass“. Die Hauptshow bestand aus 21 beziehungsweise 22 Liedern sowie zweier Zugaben. Das Programm bestand größtenteils aus einer Mischung der letzten beiden Studioalben Wachgeküsst und Für Dich, wobei Wachgeküsst die meisten Titel stellte, obwohl es das vorletzte Album Mais war. Aus diesem Album präsentierte sie neun Stücke, aus Für Dich nur acht. Hinzu kommen mit dem Wolkenfrei Medley, Küss mich noch mal und Jeans, T-Shirt und Freiheit drei Titel aus dem Debütalbum Endlos verliebt sowie mit Intro, Ohne dich (schlaf ich heut Nacht nicht ein), Das Beste und Irgendwie, irgendwo, irgendwann vier neue Titel.
Bei dem Intro handelt es sich um einen Vorspann, der neu für die Tour komponiert wurde. Bei den anderen drei Titeln handelt es sich um Coverversionen von der Münchener Freiheit, Silbermond und Nena. Ohne dich (schlaf ich heut Nacht nicht ein) und Irgendwie, irgendwo, irgendwann wurden erstmals auf dem Live- beziehungsweise Videoalbum Für Dich – Live aus Berlin veröffentlicht. Das Beste erschien bislang nicht auf einem Album Mais. Das Lied Sommerliebe beinhaltete ein Snippet aus Do You Really Want to Hurt Me (Original: Culture Club) und Lambada (Original: Kaoma).
Die Konzerte begannen mit einem Intro, in dem zunächst musikalisch ein Herzschlag dargestellt wurde, ehe sich Mai mit den Worten „Mein Herz schlägt Schlager“ an das Publikum richtet. Nach der Ansprache begann die Hauptshow mit dem gleichnamige Lied Mein Herz schlägt Schlager. Nachdem sie drei Lieder gespielt hatte, erfolgte nach Wachgeküsst die Vorstellung ihrer Begleitmusiker. Zwischen den Liedern Zauberland und Meienweit holte Mai ein Kind auf die Bühne. Nach Wunder gibt’s nicht nur im Himmel zeigte man einen Videorückblick zu Wolkenfrei, auf den ein Wolkenfrei-Medley aus vier Liedern folgte. Nach dem Medley erfolgte eine 15-minütige Pause. Die zweite Konzerthälfte begann mit einem erneuten Rückblick, in dem Szenen aus der Hip-Hop-WM in Las Vegas – an der Mai im Alter von 15 Jahren mit der Tanz-Formation Getting Craz’d teilnahm – gezeigt wurden. Während Ohne dich wurden Fanbriefe auf den LCD-Leinwänden projiziert. Den Konzertabschluss bildete Ich sterb für dich, währenddessen auch Konfettikanonen zum Einsatz kamen. Während der Konzerte tätigte Mai mehrere Outfitwechsel. Die kurzen Abwesenheitszeiten überbrückte sie damit, in dem sie während der Wechsel zum Publikum sprach.
Die folgende Liste ist eine Übersicht der Setlist, die Mai während des Konzertreihe spielte:
Soundcheck
1. Phänomenal
2. Es wird schon hell über Berlin
3. Meilenweit
4. Wie ein Blitz

Hauptshow
1. Intro
2. Mein Herz schlägt Schlager
3. Wachgeküsst
4. Für dich
5. Zauberland
6. Meilenweit
7. Wie ein Blitz
8. Du berührst mein Herz
9. Wunder gibt’s nicht nur im Himmel
10. Wolkenfrei Medley (Von Tokio bis Amerika / Du bist meine Insel / Der Zaubertrank ist leer / Ich verspreche Dir nichts und geb’ Dir alles)
11. Phänomenal
12. Sommerliebe
13. Südseewind auf der Haut
14. Küss mich noch mal
15. Ohne dich
16. Ohne dich (schlaf ich heut Nacht nicht ein)
17. (Das Beste) (Kein fester Bestandteil der Tour)[12]
18. Jeans, T-Shirt und Freiheit
19. Du und ich
20. Irgendwie, irgendwo, irgendwann
21. Es wird schon hell über Berlin
22. Wolke 7

Zugabe
1. In all deinen Farben
2. Ich sterb für dich[13][14]

## Rezensionen
Laura Maria Werner vom deutschsprachigen Musikportal schlagerplanet.com beklagt die abfallende Stimmung nach der Pause. Mai habe sich etwas schwer getan, an das hohe Energielevel der ersten Hälfte wieder anzuknüpfen. Leider habe es zu lange gedauert, bis die Stimmung wieder oben gewesen sei, da die weiteren auf die Leinwand projizierten Intervieweinschübe jegliches Abfeiern von Seiten des Publikums verhindert hätten.